# دونا داگلاس
دونا داگلاس (انگلیسی: Donna Douglas؛ زادهٔ ۲۶ سپتامبر ۱۹۳۲ - درگذشته ۱ ژانویهٔ ۲۰۱۵) یک هنرپیشه، خواننده، نویسنده اهل ایالات متحده آمریکا بود.